# Tumipampa
Koordinaten: 2° 53′ 57″ S, 79° 0′ 50″ W

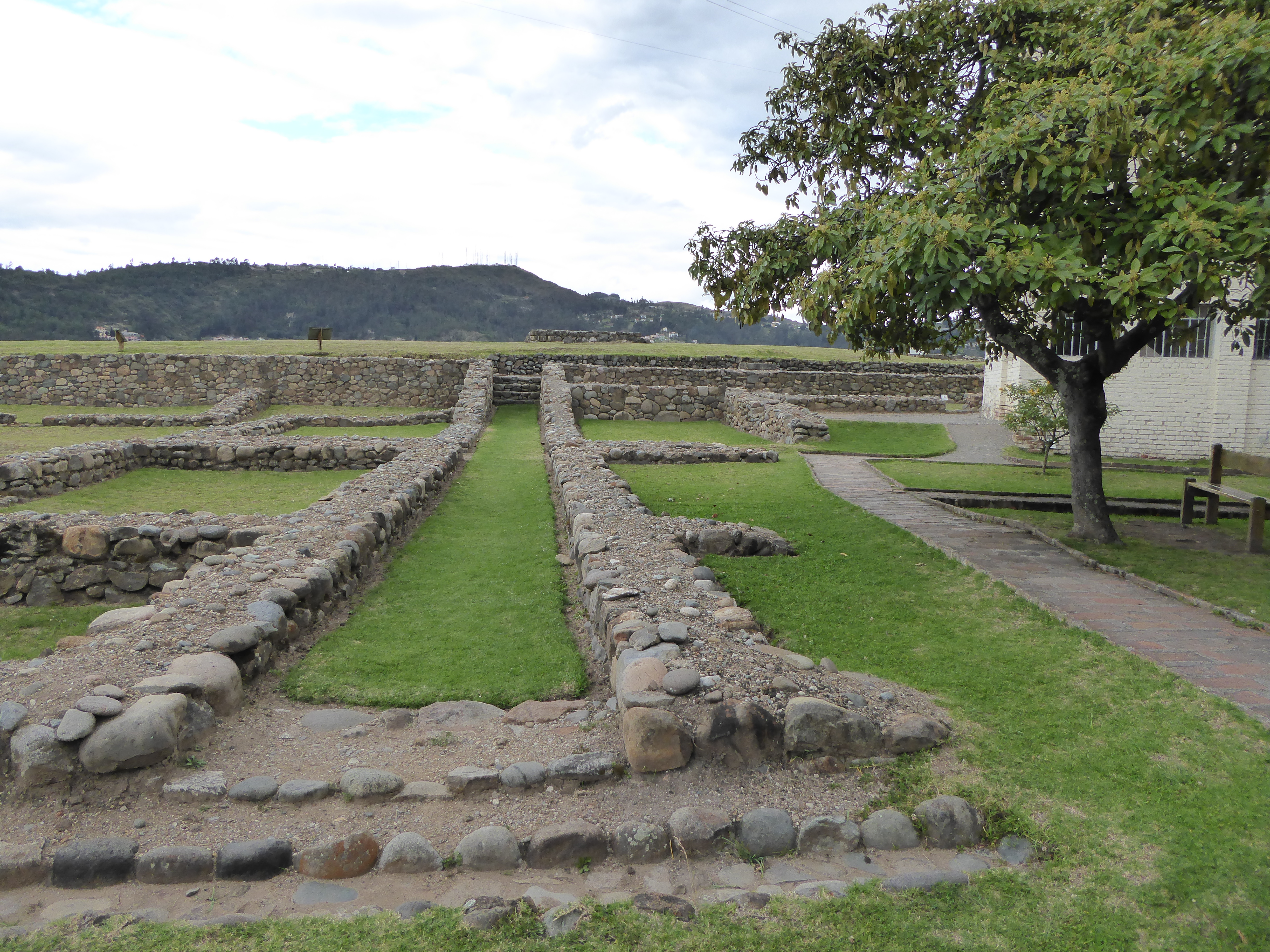
Archäologische Fundstätte Pumapunku

Tumipampa (auch: Tomebamba, Tumibamba) war eine Ortschaft der Kañari, später eine Stadt der Inkas in der heutigen ecuadorianischen Provinz Azuay. Auf ihren Trümmern steht heute die Stadt Cuenca.
Der ursprüngliche Name des Ortes vor der Invasion der Inkas war Guapondelig. Dort wurde um das Jahr 1480 das Heer der Kañaris von der Armee des Inka-Herrschers Tupaq Yupanki vernichtend geschlagen, so dass das Gebiet der Kañaris dem Inka-Reich angegliedert werden konnte. An Stelle des zerstörten Ortes Guapondelig, günstig an der Verkehrsachse Qusqu – Kashamarka – Kitu gelegen, errichteten die Inkas als religiöses und kulturelles Zentrum die Stadt Tumipampa. Die Stadt wurde wahrscheinlich während des Erbfolgekrieges zwischen Waskar und Atawallpa 1532 zerstört.
1547 sahen die ersten spanischen Chronisten die Ruinen von Tumipampa, und im Jahre 1557 gründete der Spanier Gil Ramírez Davalos auf ihren Trümmern die Stadt Cuenca, benannt nach der Geburtsstadt des Vizekönigs von Peru Andrés Hurtado de Mendoza, Cuenca in Spanien.
Im Jahre 1925 entdeckte Dr. Max Uhle, ein deutscher Archäologe, bei Bauarbeiten die Grundmauern des Inka-Stadttores Pumapunku („Löwentor“) und des Wiraqucha-Tempels. Auf den Grundmauern von Pumapunku befindet sich heute ein Museum der ecuadorianischen Zentralbank.

## Söhne und Töchter der Stadt
- Wayna Qhapaq (Huayna Cápac), elfter Inka-Herrscher